# Fallypride
Fallypride es un antagonista de los receptores de dopamina D2/D3 de alta afinidad que se usa en la investigación médica, generalmente en forma de fallypride (18F) como radiotrazador de tomografía por emisión de positrones (PET) en estudios con humanos.